# Mizizios
Mizizios (mittelgriechisch Μιζίζιος, lateinisch Mezezius oder Mecetius; sein eigentlicher armenischer Name ist wohl Mžēž Gnuni, andere Schreibweisen sind Nizizos, Nizizon, Nizizios und Mezeuxios; † 668 oder 669 auf Sizilien) war ein byzantinischer Gegenkaiser auf Sizilien im Jahr 668 (oder 669).

## Leben

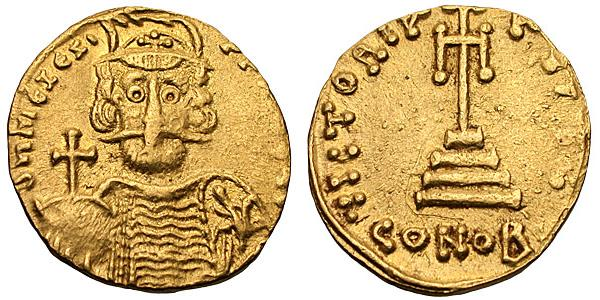
Solidus des Mizizios

Ein angeblicher Brief Papst Gregors II. an Kaiser Leon III. bezeichnet Mizizios als „Comes des Opsikion“. Damit ist allerdings kaum das damals wohl erst im Entstehen begriffene Thema von Opsikion gemeint. Viel wahrscheinlicher ist, dass Mizizios vor der Usurpation als Befehlshaber der Leibwache (obsequium) Kaiser Konstans’ II. fungierte. Die syrische Chronik von 1234 bezeichnet Mizizios als Patrikios.
Mizizios – auf seinen Münzen trägt er den Namen Mezezius – war von armenischer Herkunft. Er soll nach der Ermordung Konstans’ II. im Jahr 668 auf Sizilien angeblich gegen seinen Willen zum Gegenkaiser ausgerufen worden sein. Er wurde nur wenige Monate später auf Befehl Kaiser Konstantins IV. getötet. Dem angeblichen Brief Papst Gregors II. an Kaiser Leon III. zufolge hatten die sizilischen Bischöfe Mizizios zur Revolte gedrängt, weil Konstans II. in ihren Augen ein Häretiker war.
Ob Konstantin IV. zur Niederwerfung des Aufstands selbst nach Sizilien kam, wie von vielen Quellen behauptet wird, oder ob die Revolte von loyalen italischen Kräften beendet worden ist, ist in der Forschung umstritten; die Mehrheit der Gelehrten akzeptiert allerdings die Version vom persönlichen Eingreifen des Kaisers. Ein etwas kryptischer Hinweis bei Michael Syrus könnte darauf hindeuten, dass die Revolte etwa sieben Monate andauerte und dann niedergeschlagen wurde. Sein angeblicher Sohn Johannes lebte nach dem Tod des Mizizios weiterhin auf Sizilien.